# Béchamp-redukció
A Béchamp-redukció aromás nitrovegyületek aromás aminná történő redukciója vasforgáccsal, híg sósavas közegben.
Az anilint eredetileg nagy mennyiségben gyártottak a vegyipar számára ezzel a reakcióval, de ma már inkább katalitikus hidrogénezést használnak. A Béchamp-reakció a vas-oxid pigmentek előállítása szempontjából fontos.
A reakciót elsőként Antoine Béchamp használta nitronaftalin és nitrobenzol redukálására, 1854-ben.

## Felhasználási köre
A reakció az aromás nitrovegyületek széles körében alkalmazható. Az alifás nitrovegyületek nehezebben redukálhatók, a reakció sokszor csak a hidroxilaminig megy végbe, a tercier alifás nitrovegyületek azonban jó hozammal aminná alakulnak.

## Fordítás
- Ez a szócikk részben vagy egészben  a   Bechamp reduction című angol Wikipédia-szócikk ezen változatának fordításán alapul.  Az eredeti cikk szerkesztőit annak laptörténete sorolja fel. Ez a jelzés csupán a megfogalmazás eredetét és a szerzői jogokat jelzi, nem szolgál a cikkben szereplő információk forrásmegjelöléseként.